# Shuntage

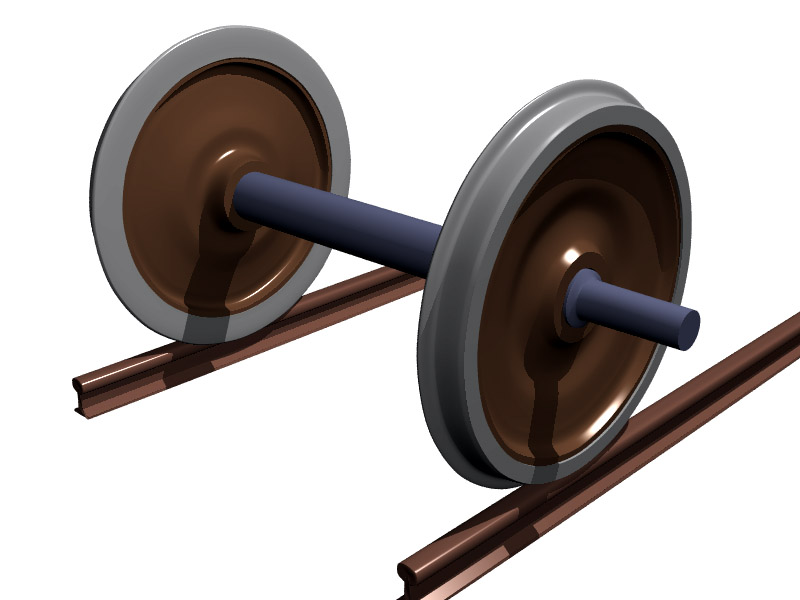
Essieu ferroviaire.

Le shuntage est la mise en place d'un shunt sur un circuit électrique.
En vocabulaire ferroviaire le shuntage du circuit de voie est réalisé par la présence d'un essieu entre les deux rails. On peut ainsi détecter la présence d'un véhicule sur un canton à condition que l'essieu soit parfaitement conducteur électrique (formé de pièces métalliques en contact entre elles et sans isolant) et que le contact entre la roue et le rail soit effectif.
Le shuntage des files de rails permet de prendre l'information de présence d'un train sur une portion de voie. Cette fonction est très sécuritaire car cette information sert à espacer correctement les trains ou à les arrêter devant des points singuliers (aiguillage par exemple).

## Déshuntage
Le déshuntage du circuit de voie est la rupture de la liaison électrique, qui peut être provoquée par un défaut de conception (essieu réalisé en matériau pas assez conducteur électriquement), ou par un mauvais contact entre une roue et le rail, dû à un défaut d'entretien, ou à un défaut de maintenance de la voie ou des roues.

### Causes
L'oxydation et la rouille des rails, due à l'humidité et à un faible nombre de passages de trains, est une cause de déshuntage. Les engins modernes équipés de freins à disque et la diminution du nombre de trains de fret en France, plus lourds et qui permettent un nettoyage de la surface de contact du rail, contribuent à une oxydation plus rapide des rails. À contrario, les freins à sabot permettent une abrasion régulière des roues, mais ils sont moins présents sur les engins récents. En France, d'après la SNCF, ce phénomène est récent et est dû aux paramètres précités.

### Incidents
Différents incidents de déshuntage ont été relevés en France, (avec une issue mortelle pour un cas). Ces incidents se sont produits particulièrement avec les autorails de type X 73500, assurant le service du TER et les locomotives BB 66000 circulant haut-le-pied (c'est-à-dire sans wagons). Un incident de déshuntage s'est produit le 17 septembre 2017 sur la virgule de Sablé, avec une automotrice Z TER, reliant Rennes à Nantes.
Sur le réseau SNCF, il est reporté en moyenne 40 déshuntages par an.